# Brachinus hirsutus
Brachinus hirsutus är en skalbaggsart som beskrevs av Bates. Brachinus hirsutus ingår i släktet Brachinus och familjen jordlöpare. Inga underarter finns listade i Catalogue of Life.